# TM 31-210 Improvised Munitions Handbook
Il TM 31-210 Improvised Munitions Handbook ("Manuale delle Munizioni Improvvisate") è un manuale tecnico di 256 pagine dell'Esercito degli Stati Uniti, destinato alle United States Army Special Forces. È stato pubblicato per la prima volta nel 1969 dal Dipartimento dell'Esercito. 
Come molti altri manuali militari statunitensi è stato desecretato e rilasciato nel pubblico dominio a seguito di provvedimenti come il Freedom of Information Act (FOIA), ed è oggi liberamente disponibile al pubblico sia in formati elettronici che cartacei.
Il manuale spiega come nelle operazioni di guerra non convenzionale, per ragioni logistiche o di sicurezza, possa essere impossibile o imprudente utilizzare munizioni militari convenzionali come strumenti per portare a termine determinate missioni. Partendo da questa considerazione, il manuale descrive la fabbricazione di ordigni di vario tipo a partire da materiali di uso comune, facilmente reperibili localmente presso discariche o presso normali negozi di articoli civili (ferramenta, negozi di prodotti chimici destinati all'uso domestico, eccetera).
Il manuale è stato menzionato da vari media dopo essere stato sequestrato a persone sospettate di pianificare attività di guerriglia o terrorismo.
Il manuale è uno dei migliori riferimenti ufficiali sulla fabbricazione di ordigni esplosivi improvvisati, ed alcune delle armi descritte in esso sono state usate contro le stesse truppe statunitensi da parte di truppe straniere. Ad esempio, la "trappola con granata in lattina" è stata usata contro le truppe statunitensi in Vietnam. Inoltre, il manuale è stato ritrovato in molti rifugi abbandonati di vari gruppi islamisti, ad esempio a Kabul, Mazar-i Sharif e Kandahar (Afghanistan), nonché in campi d'addestramento distrutti.
Il manuale TM 31-210 è stato oggetto di considerazioni riguardanti le ripercussioni del facile accesso pubblico alle informazioni sulla fabbricazione artigianale di armi ed esplosivi.
Il manuale è stato menzionato anche nella letteratura scientifica, utilizzato come riferimento in opere che trattano argomenti come balistica, indagini forensi, ingegneria della sicurezza e antiterrorismo.

## Sezioni
Il manuale TM 31-210 è composto da sette sezioni principali:
- Esplosivi e propellenti (accenditori inclusi)
- Mine e granate
- Armi leggere e munizioni
- Mortai e razzi
- Dispositivi incendiari
- Micce, detonatori e meccanismi di ritardo
- Miscellanea

La sezione miscellanea tratta la produzione di vari tipi di meccanismi d'innesco (a pressione, a rilascio di pressione, a strappo, eccetera), di una bilancia di precisione improvvisata, di batterie elettriche, di barricate antiproiettile improvvisate e altro ancora. Il manuale si chiude con due appendici, che trattano brevemente le proprietà di alcuni esplosivi primari e secondari.

## Cultura popolare
Il manuale TM 31-210 è apparso come "Easter egg" ("uovo di Pasqua") in Toy Story, film d'animazione CGI del 1995. Nella scena in cui Woody è intrappolato sotto una cassetta di plastica blu nella camera da letto di Sid, è possibile vedere alle sue spalle un documento intitolato "TM 31-210 Improvised Interrogation Handbook", un chiaro riferimento al documento reale.